# アリタルリウラナミシジミ
アリタルリウラナミシジミ（学名：Jamides aritai ）は、チョウ目（鱗翅目）アゲハチョウ上科シジミチョウ科に分類されるチョウの一種。

## 分布
フィリピン、スラウェシ島、マルク諸島（北部、中部）に分布している。

## 形態
前翅長は約15-19mm。本種は当初（1977年）Jamides rothschildiの１亜種としてパラワン島から記載されたが、2013年にCassidyにより独立種に変更された。2亜種に分けられ、名義タイプ亜種はフィリピン、スラウェシ島、マルク諸島北部のモロタイ島に分布する。亜種　J. a. sabina Rawlins, Cassidy et al.,2014はマルク諸島中央部のブル、セラム、アンボン、の各島に分布する。

種名の語源：名城大学名誉教授、有田豊博士に因む。